# Friedrichshafen G.II
Il Friedrichshafen G.II, designazione aziendale FF 38, era un bombardiere bimotore biplano sviluppato dall'azienda tedesco imperiale Flugzeugbau Friedrichshafen GmbH negli anni dieci del XX secolo e prodotto, oltre che dalla stessa, anche su licenza dalla Daimler-Motoren-Gesellschaft.
Utilizzato dalla Luftstreitkräfte, la componente aerea del Deutsches Heer (l'esercito imperiale tedesco), durante le prime fasi della prima guerra mondiale, il G.II venne presto sostituito dal successivo Friedrichshafen G.III, caratterizzato dalle maggiori dimensioni ed equipaggiato con un impianto motore dalla maggior potenza disponibile.

## Storia del progetto
Durante le prime fasi del primo conflitto mondiale l'Idflieg, organismo deputato allo sviluppo dell'aviazione militare tedesca, aveva deliberato una specifica relativa a grandi velivoli in grado di trasportare un consistente carico di bombe da caduta che identificò come G-Typ invitando le aziende aeronautiche nazionali a fornire dei prototipi per la valutazione.
Tra le aziende che risposero all'appello ci fu anche la Flugzeugbau Friedrichshafen con un progetto sviluppato nel 1915 dal loro capo progettista Karl Gehlen ed identificato dall'Idflieg come Friedrichshafen G.I. Tuttavia, benché il prototipo fosse stato giudicato positivamente, era evidente che per risultare efficace in servizio avrebbe dovuto essere ulteriormente sviluppato, rimanendo così l'unico esemplare costruito. A tale scopo Gehlen decise di intervenire sulla cellula (per diminuire la sezione frontale del velivolo), sulla velatura (riducendo da tre a sole due coppie i montanti interalari per lato) e sull'impennaggio (abbandonando la soluzione a doppia deriva per una con un singolo elemento verticale). Data inoltre la disponibilità di unità propulsive di maggior potenza vennero sostituiti i Benz Bz.III che equipaggiavano il G.I con una coppia di Benz Bz.IV dalla stessa architettura, 6 cilindri in linea raffreddati a liquido, ma in grado di fornire 50 PS (da "Pferdestärke", cavallo vapore in lingua tedesca) nominali più dei precedenti.
Presentato alla valutazione della commissione esaminatrice Idflieg, questa ne autorizzò la produzione in serie che venne assegnata, oltre che all'azienda che lo aveva sviluppato anche alla Daimler. Al termine della produzione furono 35 gli esemplari costruiti, 18 usciti dagli stabilimenti Friedrichshafen ed i rimanenti 17 dalla Daimler.

## Impiego operativo
Il G.II iniziò ad essere consegnato ai reparti di bombardamento della Luftstreitkräfte dislocati sul fronte occidentale e sulla Macedonia, dove è stato in gran parte utilizzato in missioni di bombardamento tattico. Dopo che inizialmente queste vennero effettuate di giorno, a causa delle numerose perdite accusate i tedeschi furono costretti a compiere per la maggior parte attacchi notturni.

## Utilizzatori
Germania
- Luftstreitkräfte